# Lista de prêmios e indicações da série de filmes O Hobbit
A série de filmes O Hobbit possui três filmes, todos dirigidos, coescritos e produzidos por Peter Jackson. No total são três filmes, intitulados de: An Unexpected Journey, A Desolação de Smaug e A Batalha dos Cinco Exércitos.

## An Unexpected Journey
The Hobbit: An Unexpected Journey foi lançado na Nova Zelândia em 12 de dezembro de 2012. Ele foi lançado no Reino Unido em 13 de dezembro e na América do Norte e na Europa em 14 de dezembro.
O único filme a ser lançado da franquia, até então, é An Unexpected Journey que ganhou o "Technical Achievement" pela Sociedade de Críticos de Cinema de Houston, que também nomeou-o para "Melhor Canção Original", e o prêmio de "Excelente Cinematografia Virtual" pela Sociedade de Efeitos Visuais. Entre outros, o filme também recebeu três indicações ao Oscar, uma nomeação da Washington D.C. Area Film Critics Association, quatro indicações da Broadcast Film Critics Association, seis nomeações da Sociedade de Efeitos Visuais, e três indicações da Phoenix Film Critics Society.
| Organização (Cerimônia)                       | Categoria                                                 | Destinatários e nomeados | Resultado | Refs          |
| --------------------------------------------- | --------------------------------------------------------- | --- | --------- | ------------- |
| Óscar 2013                                    | Melhor Efeitos Visuais                                    | Joe Letteri, Eric Saindon, David Clayton e R. Christopher White                                                                                | Indicado  | [ 1 ]         |
| Óscar 2013                                    | Melhor Maquiagem e Figurino                               | Peter Swords King, Rick Findlater e Tami Lane                                                                                                  | Indicado  | [ 1 ]         |
| Óscar 2013                                    | Melhor Direção de Arte                                    | Dan Hennah, Ra Vincent e Simon Bright | Indicado  | [ 1 ]         |
| Art Directors Guild                           | Design Excelente de um Filme de Fantasia                  | Dan Hennah | Indicado  | [ 2 ]         |
| British Academy Film Awards                   | Melhor Realização em Efeitos Especiais                    | | Indicado  | [ 3 ]         |
| British Academy Film Awards                   | Melhor Maquiagem/Cabelo                                   | | Indicado  | [ 3 ]         |
| British Academy Film Awards                   | Melhor Som                                                | | Indicado  | [ 3 ]         |
| Broadcast Film Critics Association            | Direção de Arte                                           | Dan Hennah, Ra Vincent, Simon Bright | Indicado  | [ 4 ]         |
| Broadcast Film Critics Association            | Broadcast Film Critics Association                        | Bob Buck, Ann Maskrey, Richard Taylor | Indicado  |               |
| Broadcast Film Critics Association            | Maquiagem                                                 | | Indicado  |               |
| Broadcast Film Critics Association            | Efeitos Visuais                                           | | Indicado  |               |
| Cinema Audio Society                          | Outstanding Achievement in Sound Mixing                   | Mixer produção – Tony Johnson, CAS Da regravação – Christopher Boyes Da regravação – Michael Hedges, CAS Da regravação – Michael Semanick, CAS | Indicado  | [ 5 ]         |
| Costume Designers Guild                       | Filme fantasia                                            | Richard Taylor, Bob Buck | Indicado  | [ 6 ]         |
| Georgia Film Critics Association              | Melhor Desenho de Produção                                | Dan Hennah | Indicado  |               |
| Houston Film Critics Society                  | Melhor Canção Original                                    | Howard Shore | Indicado  | [ 7 ] [ 8 ]   |
| Houston Film Critics Society                  | Realização Técnica                                        | | Venceu    | [ 7 ] [ 8 ]   |
| Motion Picture Sound Editors Guild (2013)     | Melhor edição de som: Música em um longa-metragem         | | Indicado  | [ 9 ]         |
| Motion Picture Sound Editors Guild (2013)     | Melhor Edição de Som: Diálogo e ADR em um filme           | | Indicado  | [ 9 ]         |
| Motion Picture Sound Editors Guild (2013)     | Melhor Edição de Som: Efeitos Sonoros e Foley em um filme | | Indicado  | [ 9 ]         |
| Phoenix Film Critics Society                  | Melhor Desenho de Produção                                | Dan Hennah | Indicado  | [ 10 ] [ 11 ] |
| Phoenix Film Critics Society                  | Melhor Figurino                                           | Bob Buck, Ann Maskrey, Richard Taylor | Indicado  | [ 10 ] [ 11 ] |
| Phoenix Film Critics Society                  | Melhor Efeitos Visuais                                    | | Indicado  | [ 10 ] [ 11 ] |
| Saturn Award                                  | Melhor Filme de Fantasia                                  | | Indicado  | [ 12 ]        |
| Saturn Award                                  | Melhor Diretor                                            | Peter Jackson | Indicado  | [ 12 ]        |
| Saturn Award                                  | Melhor Ator                                               | Martin Freeman | Indicado  | [ 12 ]        |
| Saturn Award                                  | Melhor Ator Coadjuvante                                   | Ian McKellen | Indicado  | [ 12 ]        |
| Saturn Award                                  | Melhor Trilha Sonora                                      | Howard Shore | Indicado  | [ 12 ]        |
| Saturn Award                                  | Melhor Desenho de Produção                                | Dan Hennah | Venceu    | [ 12 ]        |
| Saturn Award                                  | Melhor Figurino                                           | Bob Buck, Ann Maskrey e Richard Taylor | Indicado  | [ 12 ]        |
| Saturn Award                                  | Melhor Maquiagem                                          | Peter Swords King, Rick Findlater e Tami Lane                                                                                                  | Indicado  | [ 12 ]        |
| Saturn Award                                  | Melhores Efeitos Especiais                                | Joe Letteri, Eric Saindon, David Clayton e R. Christopher White                                                                                | Indicado  | [ 12 ]        |
| Visual Effects Society                        | Excelentes Efeitos Visuais                                | Joe Letteri, Eileen Moran, Eric Saindon, Kevin L. Sherwood                                                                                     | Indicado  | [ 13 ]        |
| Visual Effects Society                        | Personagem animado em um filme live-action                | Goblin King: Jung Min Chan, James Jacobs, David Clayton, Guillaume Francois                                                                    | Indicado  | [ 13 ]        |
| Visual Effects Society                        | Personagem animado em um filme live-action                | Gollum: Gino Acevedo, Alessandro Bonora, Jeff Capogreco, Kevin Estey                                                                           | Indicado  | [ 13 ]        |
| Visual Effects Society                        | Ambiente animado em um filme live-action                  | Goblin Caverns: Ryan Arcus, Simon Jung, Alastair Maher, Anthony M. Patti                                                                       | Indicado  | [ 13 ]        |
| Visual Effects Society                        | Excelente Cinematografia Virtual em filme live-action     | Matt Aitken, Victor Huang, Christian Rivers, R. Christopher White                                                                              | Venceu    | [ 13 ]        |
| Visual Effects Society                        | FX Excelente                                              | Areito Echevarria, Chet Leavai, Garry Runke, Francois Sugny                                                                                    | Indicado  | [ 13 ]        |
| Visual Effects Society                        | Excelente Composição                                      | Jean-Luc Azzis, Steven Mcgillen, Christoph Salzmann, Charles Tait                                                                              | Indicado  | [ 13 ]        |
| Washington D.C. Area Film Critics Association | Melhor Trilha Sonora                                      | Howard Shore | Indicado  | [ 14 ]        |

## The Desolation of Smaug
The Hobbit: The Desolation of Smaug ainda será lançado na América do Norte em 13 de dezembro de 2013.

## There and Back Again
The Hobbit: There and Back Again ainda será lançado na América do Norte em 17 de dezembro de 2014, anteriormente a data anunciada era 18 de julho de 2014.